# Islas Guaitecas
Islas Guaitecas är öar i Chile.   De ligger i regionen Región de Aisén, i den södra delen av landet, 1 200 km söder om huvudstaden Santiago de Chile.
I omgivningarna runt Islas Guaitecas växer i huvudsak blandskog.